# Писералы
Писералы (мар. Песерал) — упразднённая деревня в Горномарийском районе Республики Марий Эл. Входила в состав Еласовского сельского поселения. В 2024 году включена в состав села Еласы.

## География
Находится в юго-западной части республики Марий Эл на расстоянии приблизительно 15 км на юг-юго-запад от районного центра города Козьмодемьянск.

## История
Впервые упоминается в 1795 году как выселок Писирьял с 30 дворами из общины-деревни Чермышево (в дальнейшем село Еласы). В 1859 году, в селении Писерал было 23 двора (111 человек). В 1897 году в деревне Писералы, состоявшей из двух частей, числилось 30 дворов (189 человек). При этом непосредственно в деревне Писералы Больше-Юнгинской волости было 23 двора (131 человек), а в околодке Писералы Мало-Карачкинской волости — 9 дворов (60 человек). В 1915 году в обеих частях деревне Писералы числилось 26 дворов с населением в 160 человек. В 1919 году в деревне Писералы в 32 дворах проживало 167 человек, а в 1925 году — 144 человека. В 2001 году здесь было 17 дворов, в том числе 4 пустующих. В советское время работали колхозы «У йлымаш» (Новая жизнь), «Коммунизм», позднее СПК «Еласовский».

## Население
| 2002 | 2010 | 2013 | 2014 |
| ---- | ---- | ---- | ---- |
| 33   | ↘23  | ↗29  | ↘27  |

Население составляло 33 человека (горные мари 100 %) в 2002 году, 27 в 2010.